# São Vicente do Penso
São Vicente do Penso ist ein Ort und eine ehemalige Gemeinde (Freguesia) im Norden Portugals.

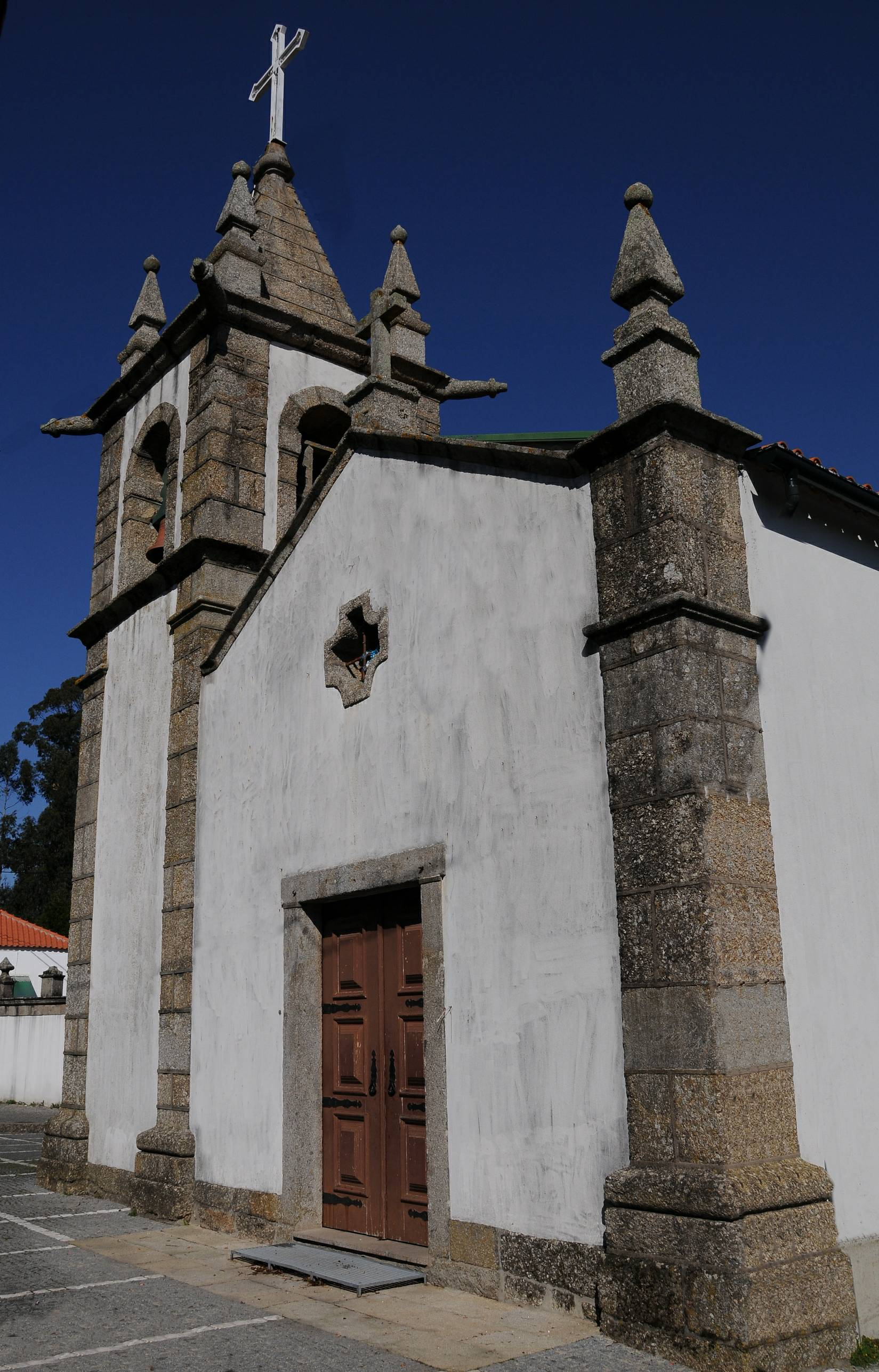
Kirche von São Vicente do Penso

São Vicente do Penso gehört zum Kreis Braga im gleichnamigen Distrikt Braga. Die Gemeinde hatte eine Fläche von 1,58 km² und 314 Einwohner (Stand 30. Juni 2011). Der Ort ist nur gering urbanisiert.
Am 29. September 2013 wurden die Gemeinden Penso (São Vicente), Escudeiros und Penso (Santo Estêvão) zur neuen Gemeinde União das Freguesias de Escudeiros e Penso (Santo Estêvão e São Vicente) zusammengeschlossen.